# Moșna (Sibiu)
Moșna is een Roemeense gemeente in het district Sibiu.

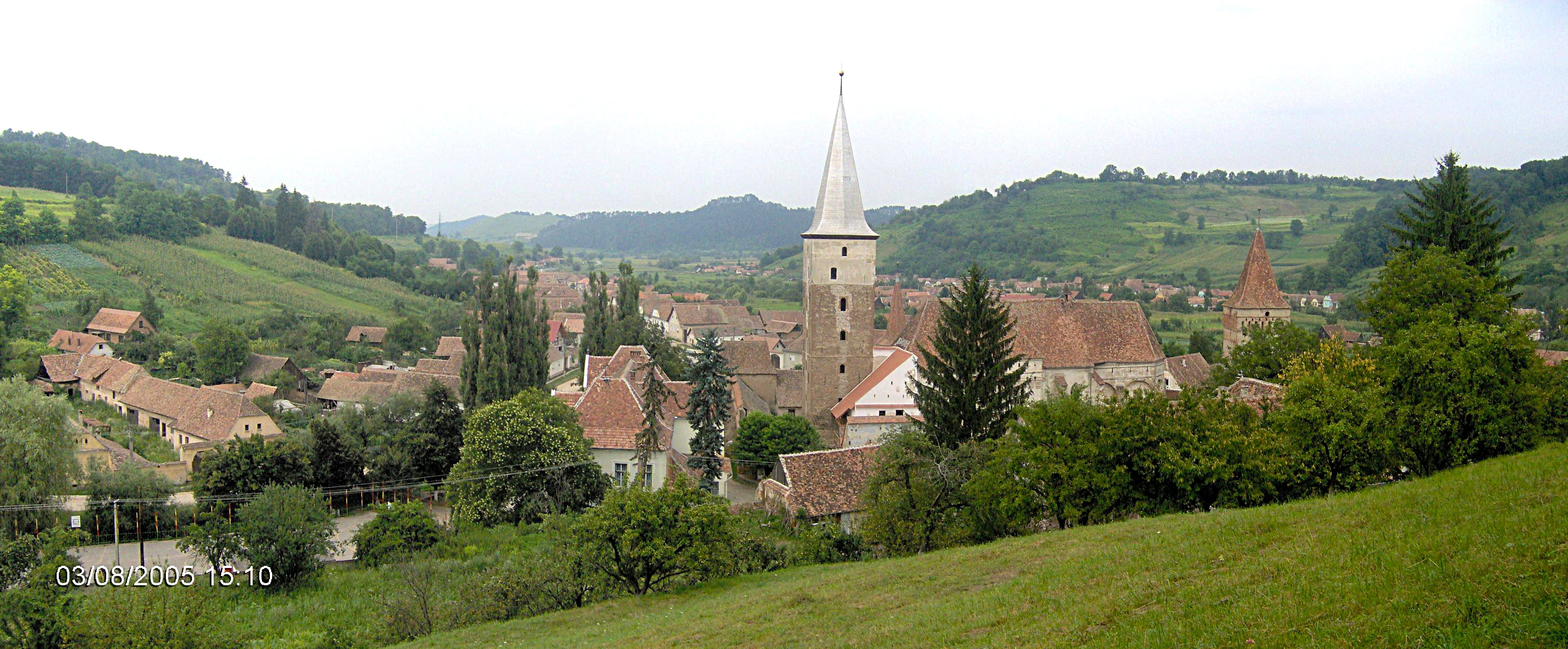
Moșna

Moșna telt 3419 inwoners.